# 自己免疫性溶血性貧血
狭義の自己免疫性溶血性貧血（じこめんえきせいひんけつ、autoimmune hemolytic anemia; AIHA）とは、温式抗体に属する自己抗体により赤血球が感作され、溶血をきたす疾患である。広義には寒冷凝集素が関与する寒冷凝集素症やドナース・ランドスタイナー抗体（Donath-Landsteiner antibody）に伴う発作性寒冷ヘモグロビン尿症などの比較的稀な病態も含めることもある。さらに各種薬剤に起因する薬剤起因性免疫性溶血性貧血を合わせて免疫介在性溶血性貧血と称することもある。
本項では特にことわりのない限り、ヒトにおける狭義の自己免疫性溶血性貧血について解説する。

## 疫学
日本の統計では、溶血性貧血の約3分の1を自己免疫性溶血性貧血が占める。好発年齢は二峰性に分布しており、10〜30歳の若年者層と60歳以降の高齢者層にピークがある。若年者層の男女比は1対1.6とやや女性に多いとされる。高齢者層では男女差はみられない。
なお自己免疫性溶血性貧血は、2005年1月1日から医療費助成対象疾病（指定難病）となっている。

## 病態
この疾患は、何らかの原因で産生された自己抗体が関与する自己免疫疾患である。この自己抗体は、多くの症例で免疫グロブリンG（IgG）型の不完全抗体を主体とし、摂氏37度付近を至適温度とすることから「温式抗体」と呼ばれる。至適温度が体温に近いため、周囲環境が増悪因子とならず、この点で寒冷刺激で誘発される寒冷凝集素症や発作性寒冷ヘモグロビン尿症と対照的である。
自己の赤血球膜上の抗原に対する反応により、赤血球膜が変化を受け、細網内皮系で補体や貪食細胞等により赤血球融解を来すことから、一般的にII型アレルギーに分類される。この疾患における自己抗体は赤血球膜上に存在する膜輸送蛋白であるバンド3や、Rh因子の実態であるRhポリペプチドなどを標的とする。他の多くの自己免疫疾患と同様、自己抗体が産生される機序は解明されていない。
自己抗体により感作された赤血球は、補体結合能が弱いため血管内では溶血せず、細網内皮系を通過する際に貪食細胞（特にマクロファージ）により捕捉される。捕捉された赤血球はマクロファージのFc受容体に認知され貪食されるか、膜の一部が損傷し球状赤血球となる。球状赤血球は脾臓の髄索を通過できないため、結局マクロファージに貪食され溶血に至る。この細網内皮系での過程を血管外溶血と呼ぶ。
マクロファージのIgGのFc受容体は、とりわけIgG1とIgG3に特異性を有しており、これらは補体を活性化する。補体のうち活性化されたC3bが赤血球膜に付着すると、マクロファージのC3b受容体を介して感作赤血球の貪食は増強される。
この疾患では原因のはっきりしない特発性のものが約半数を占めるが、全身性エリテマトーデスや関節リウマチなどの膠原病、慢性リンパ性白血病や悪性リンパ腫などのリンパ増殖性疾患、あるいはエイズウイルス感染症などの感染性疾患に続発することもある。また特発性血小板減少性紫斑症を合併する場合は、エヴァンス症候群と呼び、特発性自己免疫性溶血性貧血の10〜20%を占める。

## 臨床像
共通する臨床像は、他の溶血性貧血と同様、貧血・黄疸・脾腫の3徴である。ただし急激に貧血が進行し重篤な症状を呈する例から、数年にわたって症状が潜行する例まであり、臨床像は多様性に富む。急性例は若年者に多い傾向があり、他の血液疾患と同様、しばしば発熱をはじめとした先行する感冒様症状を伴う。特に消耗が著しい場合は、高拍出性心不全や呼吸不全に至ることもある。
この疾患では肉眼的黄疸は目立たない一方、慢性化した場合は胆石がみられる場合もある。
以上の臨床症状は、感染や妊娠、あるいは周術期などのストレスで増悪する。
なお特発性血小板減少性紫斑病を合併する場合は、むしろ紫斑や粘膜出血などの出血症状が目立つことが多い。また膠原病などの全身性疾患に続発する場合は、これら疾患による種々の症状によって臨床像は修飾される。

## 検査
生化学検査上、他の溶血性貧血と同様、間接ビリルビンの増加、ハプトグロビンの低下がみられる。
赤血球が脾臓を通過する際に膜を損傷するため、末梢血の塗抹標本には小型の球状赤血球が認められる。一方で代償的に造血が亢進し、末梢血に出現した大きめの網赤血球が増加する。これにより赤血球の平均容積は相殺され、一般に末梢血は正球性正色素性貧血を呈する。また造血の亢進を反映して、骨髄は赤芽球優位の過形成となる。
免疫学的にはクームス試験が重要である。この疾患において感作された赤血球の膜上には温式抗体（化学的には免疫グロブリンという蛋白質）が付着している。この既に赤血球に付着している免疫グロブリンを検出するのが「直接クームス試験」である。具体的には、この免疫グロブリンを標的とする抗免疫グロブリン抗体を添加することにより、感作された赤血球どうしが架橋されて患者の赤血球は凝集する。この疾患では大部分が直接クームス試験陽性となるが、一部例外もある（クームス陰性AIHA）。
逆にこの疾患の患者の血清には、赤血球を感作する抗体が含まれているため、これに健常者の赤血球を反応させた後、前述の抗免疫グロブリン抗体を加えて凝集の有無をみるのが「間接クームス試験」である。ただし患者血清中の温式抗体が少なければ陰性となるため、この疾患に対する間接クームス試験の感度は50%程度である。

## 診断

### 診断基準
日本の厚生労働省は、自己免疫性溶血性貧血の診断基準を設けている。まず溶血性貧血と診断した後に、より特異度の高い検査を行うことによってその病型を確定する二段階の方式になっている。なおこの診断基準には温式抗体に伴う狭義の自己免疫性溶血性貧血だけでなく、寒冷凝集素症や発作性寒冷ヘモグロビン尿症も含まれる。

### 重症度分類
日本の厚生労働省により治療に対する反応性について重症度分類も設定されている。予後評価の比較を今後検討するために、この分類はもっぱら温式抗体に伴う自己免疫性溶血性貧血を対象にしている。

## 治療
続発性の自己免疫性溶血性貧血の場合、全身性エリテマトーデスや悪性リンパ腫等の背景となる疾患の改善を第一の目標とするため、ここでは特発性自己免疫性溶血性貧血の治療戦略について説明する。

### ステロイド療法
特発性の自己免疫性溶血性貧血の治療の3本柱は、副腎皮質ステロイド、脾臓摘出術、および免疫抑制薬である。とりわけ副腎皮質ステロイドは古典的な薬剤であるにもかかわらず、いまだ治療の第一選択である。副腎皮質ステロイドは、抗体を産生するBリンパ球を抑制する目的で使用される。実地臨床では自己免疫性溶血性貧血と診断され、ヘモグロビン濃度が8g/dl以下となった場合、ステロイド療法の適応の目安となる。
急性期には寛解導入療法として、ステロイド剤をプレドニゾロン換算で体重1kgあたり1.0mg/日を標準量とするステロイド剤の大量経口投与を連日おこなう。ステロイド剤の大量投与に伴う副作用の危険性はあるものの、約40%は4週までに血液学的寛解状態に達する。なお副腎皮質ステロイドを経静脈的に超大量投与する、いわゆるステロイドパルス療法が従来の治療より優れているというエビデンスはない。寛解導入後は、1ヶ月で体重1kgあたり0.5mg/日程度までゆっくり減量する。その後は2週間に5mgのペースで減量し、初期維持量を10〜15mg/日にもっていく。ステロイド剤がプレドニゾロン換算で初期維持量に達した後は、網状赤血球と直接クームス試験の推移を観察しながら、1ヶ月間に5mg程度のペースでさらに減量を試みる。5mg/日が最小維持量の目安となるが、直接クームス試験が陰性化し、数ヶ月以上みても再陽性化や溶血の再燃がみられない場合は、維持療法をいったん中止して経過を追跡することも可能である。

### ステロイド抵抗性の場合
寛解維持にプレドニゾロン換算で10mg/日以上のステロイド剤を必要とする場合は、ステロイド抵抗性と判断し、第2選択の治療への移行を考慮する。
この疾患において脾臓は感作赤血球を融解する器官であると同時に抗体を産生するB細胞を成熟する臓器でもあることから、脾臓摘出術はステロイド療法に並ぶ古典的な治療法のひとつである。脾臓の機能の一部は、肝臓や骨髄の細網内皮系によって代行されるため、脾臓摘出術のみで病態の消失を図るには限界がある。しかし、免疫抑制薬と比較して脾摘術の有効性は高いことが証明されており、第2選択の治療としていまだ重要性を有している。
免疫抑制薬は、ステロイド剤に次ぐ薬物療法として、脾臓摘出術に対する耐術能が低い患者に考慮される。シクロホスファミド、アザチオプリン、6-メルカプトプリン、メトトレキサートが使用され、これらの中で優劣を論じるための研究成績は十分に報告されていない。
その他、リツキシマブをはじめとした分子標的治療薬が新たな治療法として注目されている。

### 輸血
一般的に溶血性貧血では、輸血は溶血をさらに促進するため避けるのが原則である。とりわけ自己免疫性溶血性貧血では、赤血球の膜上の抗原が免疫学的に被覆された状態であるため、交叉適合試験の判定が困難であり、不適合輸血の危険が高く、一般的には禁忌とされる。ただし生命維持に必要なヘモグロビン濃度が保持できない場合、救命的な輸血は機を逸することなくおこなう必要がある。

## ヒト以外の自己免疫性溶血性貧血
ヒト以外の動物も自己免疫性溶血性貧血を発症する。特にイヌやネコをはじめとした愛玩動物に対しては、ヒトに準じて検査・治療が行われている。